# ラサール ジャパン投資法人
ラサール ジャパン投資法人は、かつて存在した投資法人（J-REIT）である。

## 概要
イーアセット投資法人として設立され、2005年9月7日に東証に上場した。スポンサーはアセット・マネジャーズ（現いちご）で、資産運用会社は「株式会社アセット・リアルティ・マネジャーズ」であった。
2007年11月にラサール インベストメント マネージメントが資産運用会社の株式を全部取得し、スポンサーがラサールに変更となった。 2007年11月19日に資産運用会社の商号は「ラサール インベストメント アドバイザーズ株式会社」に変更となり、2008年1月16日には本投資法人の商号はラサール ジャパン投資法人に変更された。
第8期末（2009年10月31日）時点で、商業施設を中心にオフィスと住宅を含めた物件数21物件、総資産額1,284億円で運用を実施していた。
2010年2月24日に上場廃止となり、2010年3月1日に日本リテールファンド投資法人に吸収合併され消滅した。